# Coenotephria hispalata
Coenotephria hispalata là một loài bướm đêm trong họ Geometridae.